# Colonia (microbiologia)
Una colonia o colonia microbica è una popolazione batterica che cresce alla superficie o all'interno di un mezzo nutritizio solidificato, di norma visibile a occhio nudo.
La morfologia di ciascuna colonia è uno strumento importante per determinare il tipo di batterio con cui si ha a che fare, poiché ogni microorganismo crea colonie con caratteristiche specifiche in base al terreno di coltura utilizzato. Ad esempio, il ceppo Bacillus atropheus globigii produce una colonia pigmentata di colore arancione su agar di soia triptica, ma produce piccole colonie bianche su altri terreni di coltura.
Su terreno solido una colonia è formata almeno da una cellula, ma molti organismi non crescono come cellule isolate (es. bacilli e cocci). Senza dividere questi aggregati prima dell'inoculazione, è improbabile che una singola colonia derivi da una singola cellula, pertanto la conta dei batteri tramite conteggio delle colonie è in realtà solo una stima e frequentemente una sottostima del numero totale di batteri vitali presenti. La formazione di colonie singole, costituite da batteri della stessa specie, rappresenta la base dell'isolamento in coltura pura a partire da materiali contenenti popolazioni microbiche miste.
Se la colonia è ben separata dalle altre, avrà forma (sia in spessore che margine), dimensioni, colore e consistenza caratteristiche. La morfologia è influenzata dal tipo di terreno utilizzato e dalle condizioni di coltura. È infatti dimostrato che il posizionamento di campioni appena isolati di batteri su terreni di coltura da laboratorio altera la composizione degli acidi grassi dei batteri.

## Protocollo per determinare la morfologia delle colonie batteriche

Morfologia della colonia batterica

Nel 2016 l'American Society for Microbiology ha stabilito un protocollo per la determinazione della morfologia delle colonie batteriche. Tale protocollo può essere applicato solo se le colonie sono ben distanziate tra di loro e prevede i seguenti passaggi:
1. misurare il diametro della colonia
2. descrivere la pigmentazione della colonia, distinguendo le colonie pigmentate da quelle che producono pigmenti che vengono rilasciati nel terreno di coltura
3. descrivere la forma (circolare, filamentosa, rizoide, irregolare), lo spessore (rialzata, piatta, convessa, umbonato, cratere) e il margine (continuo, ondulante, lobulare, filiforme, curvo) della colonia, indicando anche se la superficie è liscia, ruvida (opaca, irregolare, granulare) o mucosa (aspetto viscido o appiccicoso)
4. riportare l'opacità della colonia (trasparente, traslucida, iridescente, opaca) e la sua struttura (butirrosa, viscosa o asciutta)

## Galleria d'immagini

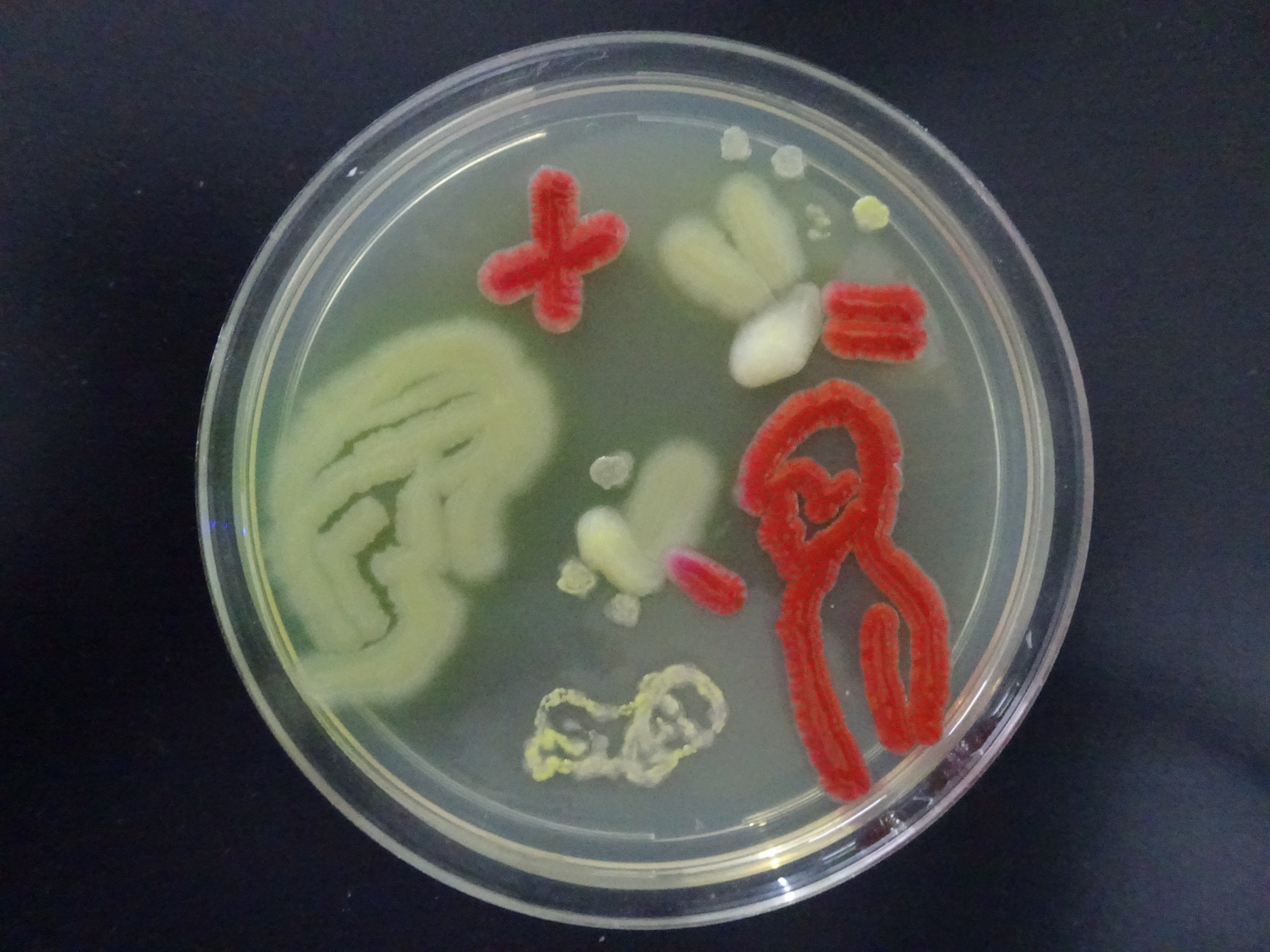
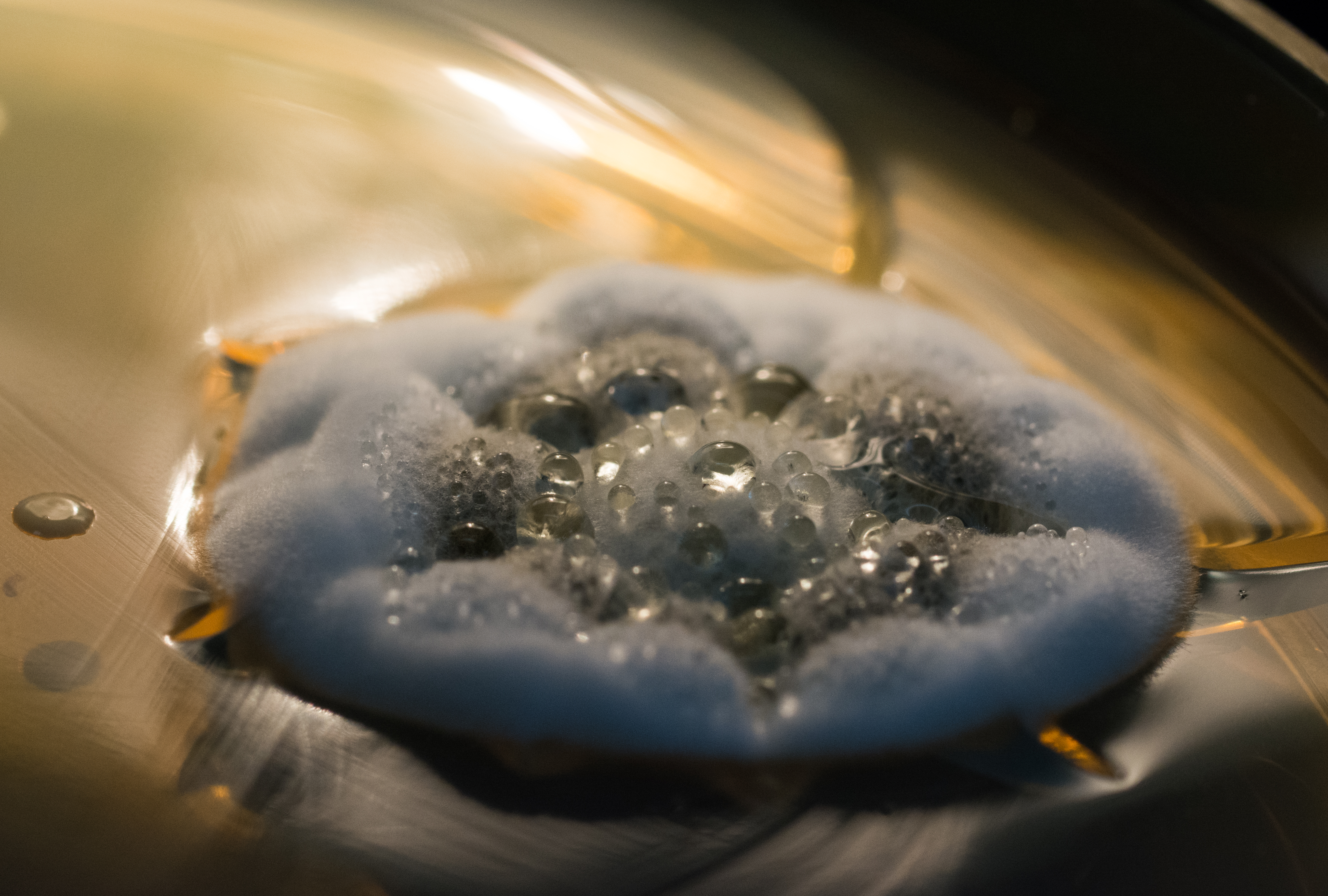
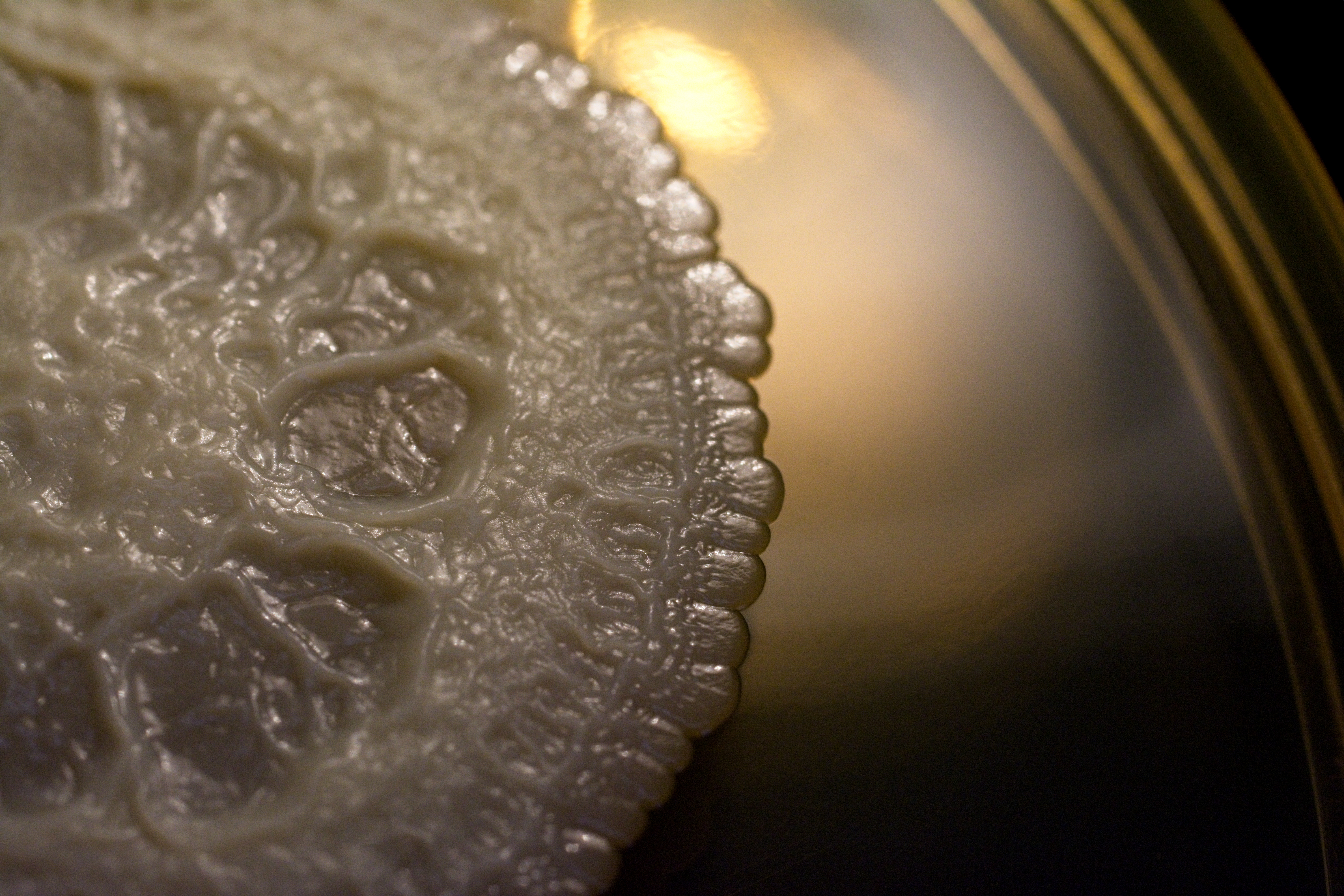
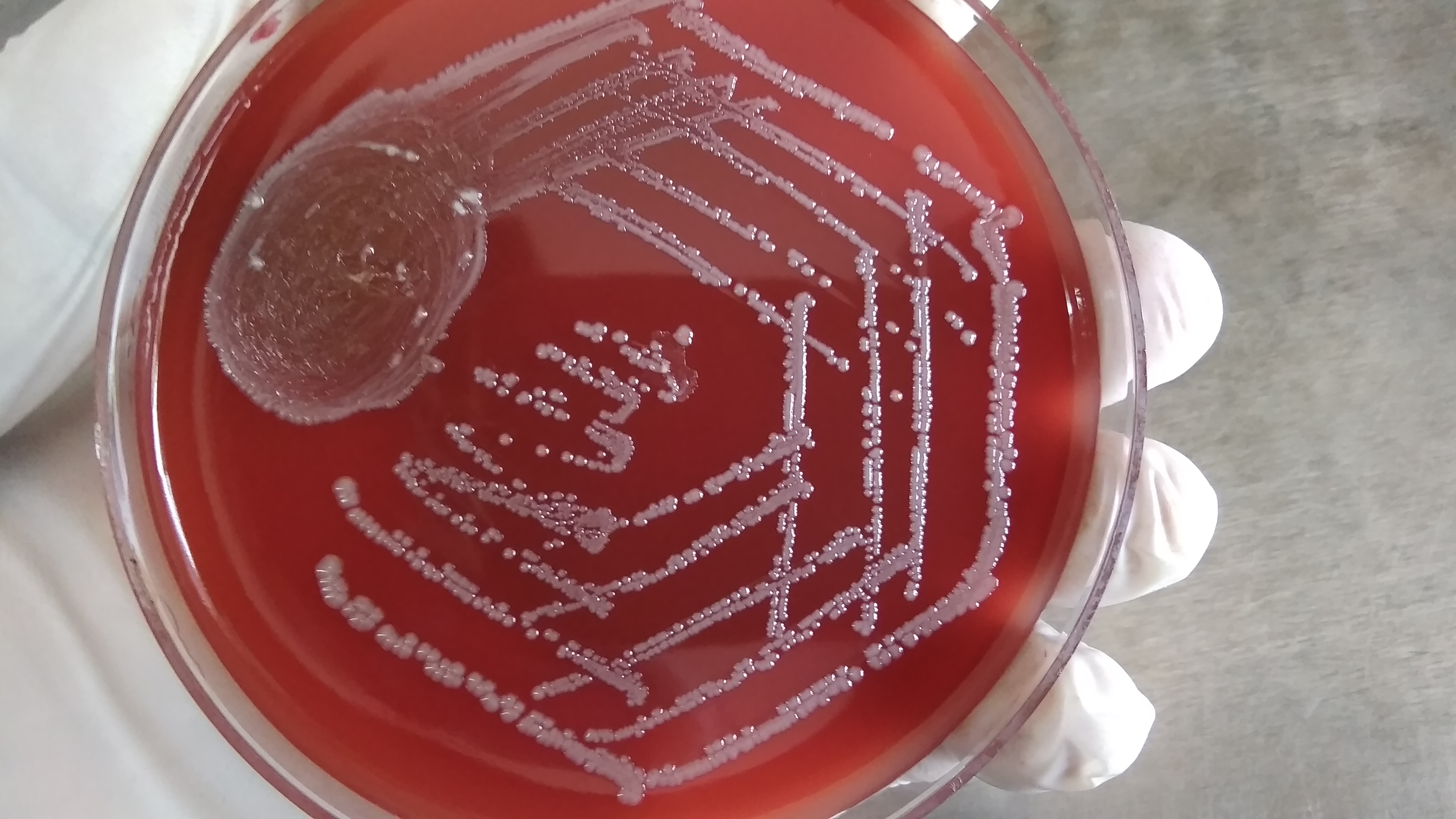
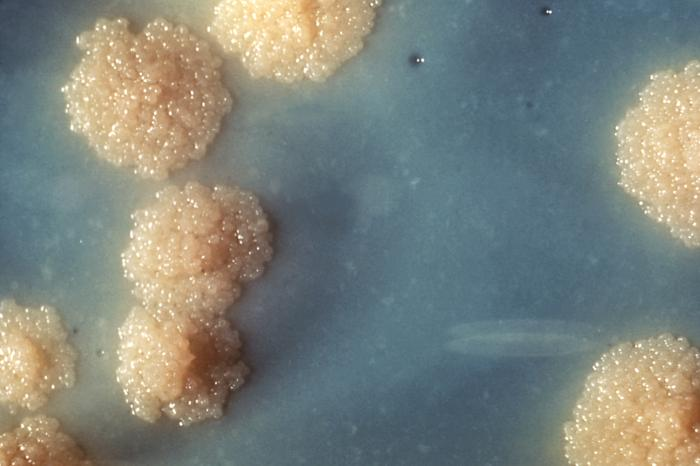
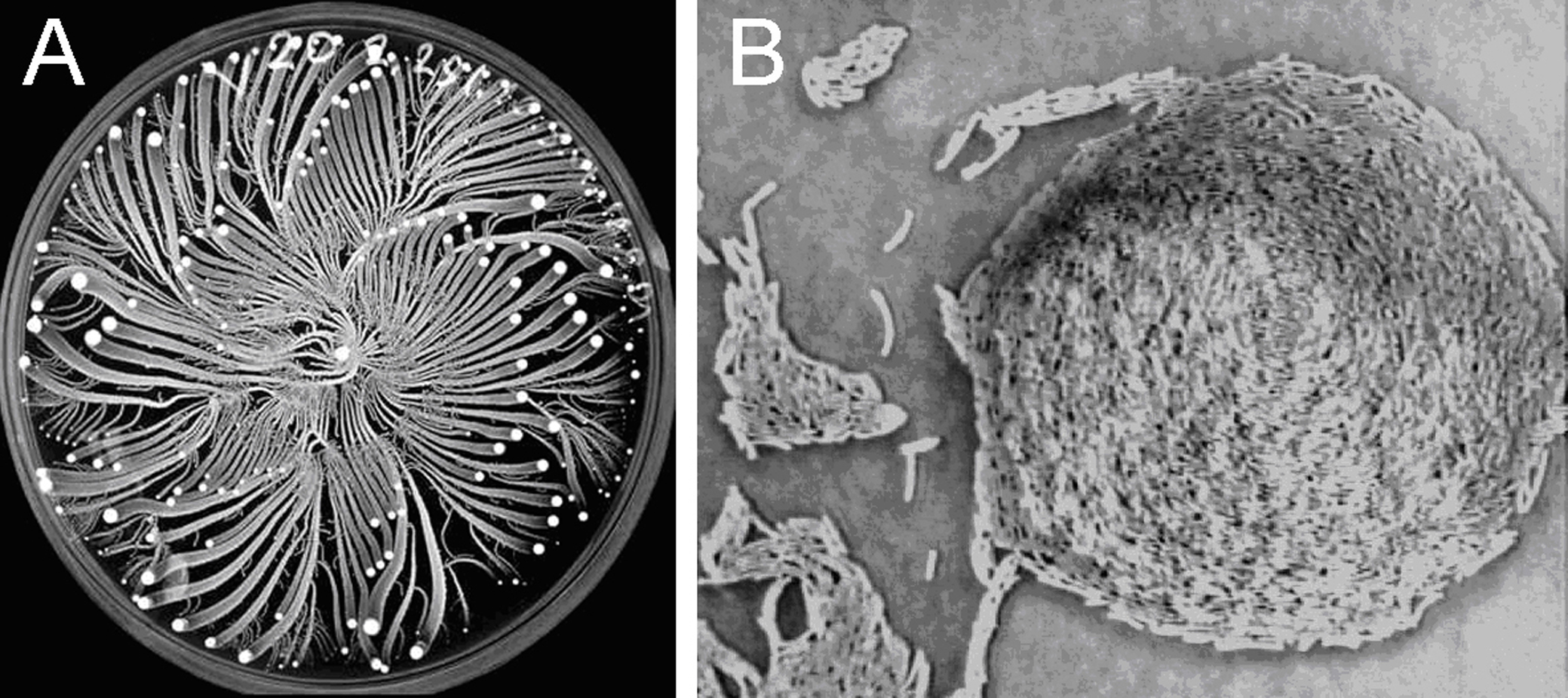
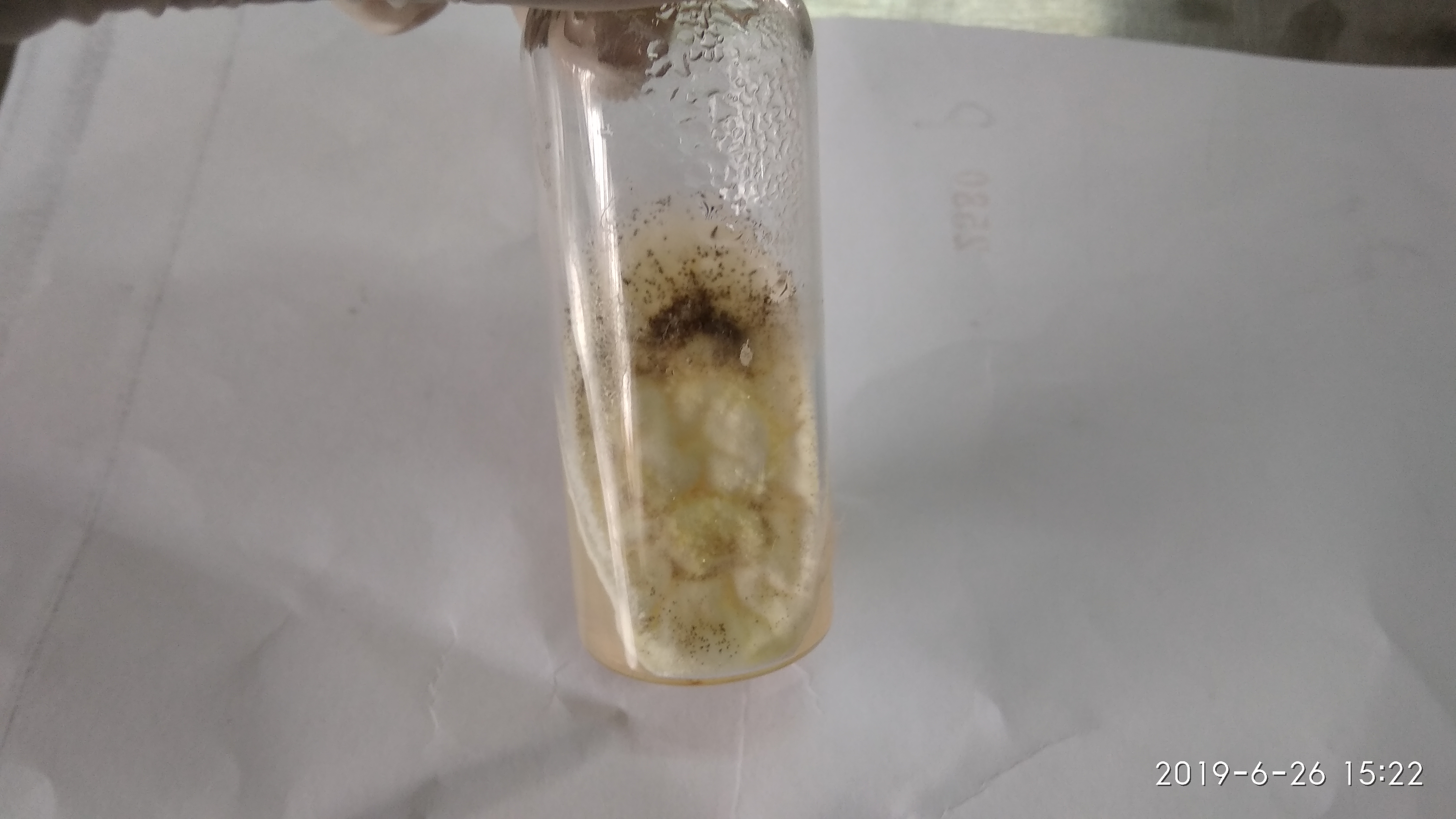
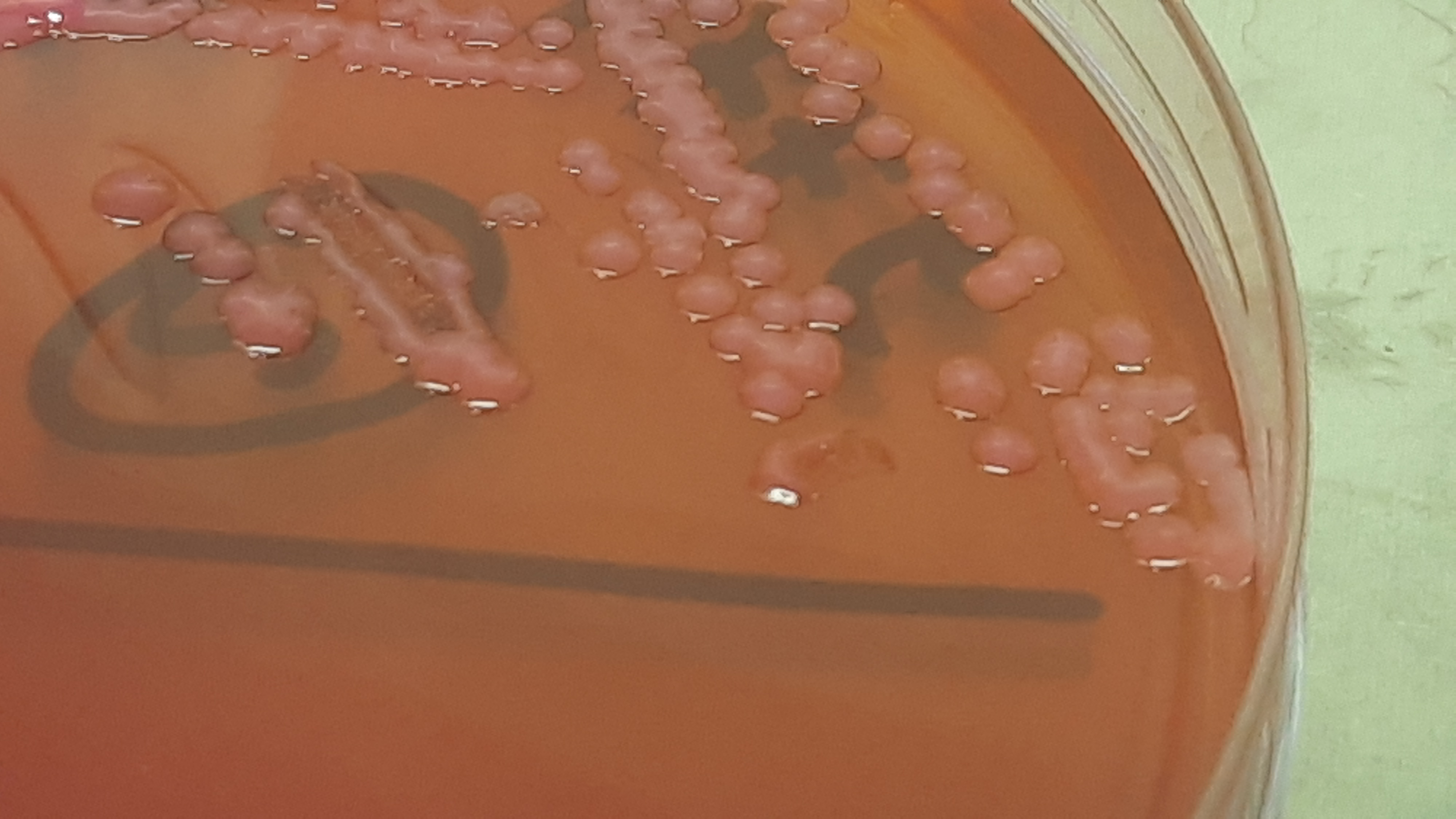
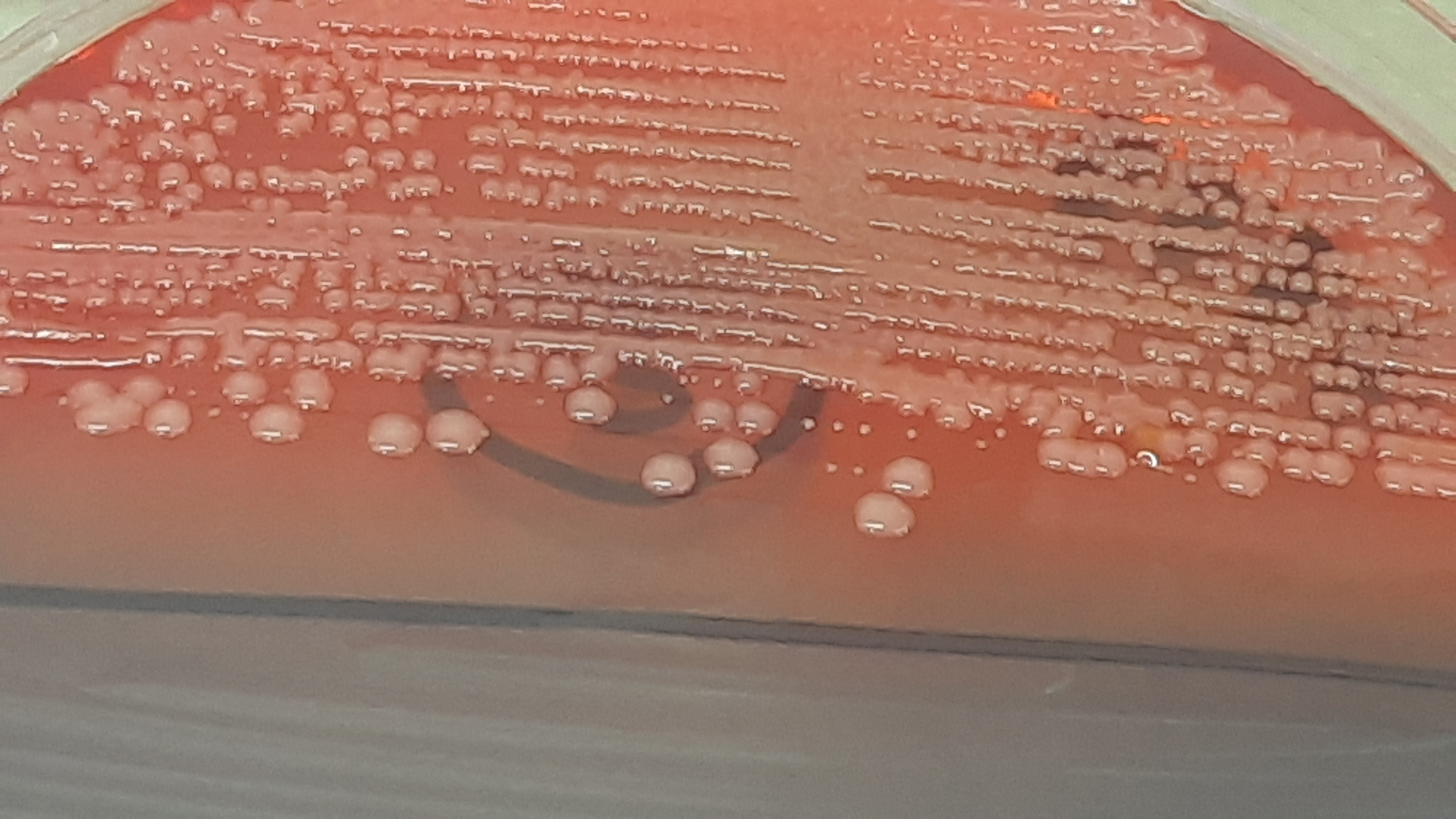